# В'юнник Богдан Сергійович
Богдан Сергійович В'юнник (нар. 21 березня 2002, Харків, Україна) — український футболіст, нападник гданської «Лехії». Бронзовий призер молодіжного чемпіонату Європи 2023 у складі збірної України U-21.

## Клубна кар'єра
Народився 21 травня 2002 року в Харкові. У дитячо-юнацькій футбольній лізі України виступав за харківський «Металіст» (2013—2016), київське «Динамо» (2016—2017) і донецький «Шахтар» (2017—2019).
У сезоні 2018/19 років дебютував у чемпіонаті України серед юнацьких команд, а наступного сезону — в молодіжній першості країни.
11 грудня 2019 року дебютував в юнацькій Лізі чемпіонів у матчі проти італійської «Аталанти» (1:2).
Напередодні матчу 21 жовтня 2020 року в рамках групового раунду Ліги чемпіонів проти мадридського «Реала» група гравців «Шахтаря» вибула через захворювання на COVID-19 і не змогла взяти участь в поєдинку. В результаті цього головний тренер «гірників» Луїш Каштру включив В'юнника у заявку на гру. На поле 18-річний дебютант вийшов у кінцівці матчу, в доданий час замінивши Маркоса Антоніо.
6 березня 2024 року В'юнник перейшов до польської «Лехії» (Гданськ), підписавши з клубом контракт на чотири з половиною роки.

## Кар'єра в збірній
Зіграв у першому офіційному матчі юнацької збірної України (U-15) проти Чехії, який відбувся 23 травня 2017 року (0:1).
У складі юнацької збірної України (U-17) провів 6 матчів і відзначився голом (у ворота збірної Косова) у відбірковому турнірі до чемпіонату Європи 2019 року.
У жовтні 2020 року головний тренер молодіжної збірної України Руслан Ротань викликав В'юнника на матчі відбіркового турніру чемпіонату Європи 2021. Проте зіграти за молодіжку Богданові не вдалося, оскільки перед грою у нього виявили COVID-19.

## Досягнення
Молодіжна збірна України:
 Бронзовий призер молодіжного чемпіонату Європи: 2023

## Статистика
| Сезон   | Клуб               | Ліга | Чемпіонат | Чемпіонат | Кубок | Кубок | Єврокубки | Єврокубки | U-21  | U-21 | U-19  | U-19 |
| Сезон   | Клуб               | Ліга | Матчі     | Голи      | Матчі | Голи  | Матчі     | Голи      | Матчі | Голи | Матчі | Голи |
| ------- | ------------------ | ---- | --------- | --------- | ----- | ----- | --------- | --------- | ----- | ---- | ----- | ---- |
| 2018/19 | «Шахтар» (Донецьк) | УПЛ  | 0         | 0         | 0     | 0     | 0         | 0         | 0     | 0    | 12    | 6    |
| 2019/20 | «Шахтар» (Донецьк) | УПЛ  | 0         | 0         | 0     | 0     | 0         | 0         | 10    | 1    | 2     | 0    |
| 2020/21 | «Шахтар» (Донецьк) | УПЛ  | 5         | 0         | 0     | 0     | 1         | 0         | 8     | 15   | 0     | 0    |